# Baldur von Schirach
Baldur Benedikt von Schirach, född 9 maj 1907 i Berlin, död 8 augusti 1974 i Kröv, var en tysk nazistisk politiker. von Schirach var tysk riksungdomsledare från 1931 till 1940 och Gauleiter i Wien från 1940 till 1945.
Efter andra världskriget åtalades von Schirach vid Nürnbergprocessen och dömdes som krigsförbrytare till 20 års fängelse.

## Biografi
Baldur von Schirach föddes 1907 i Berlin som son till ryttmästaren och kammarherren Karl Baily Norris von Schirach (1873–1949) och dennes amerikanska hustru Emma Lynah Tillou Bailey Middleton (1872–1944) i en övre medelklassfamilj. Efter oroligheterna efter första världskriget i Tyskland träffade von Schirach Adolf Hitler när denne var inbjuden till en middag hos von Schirachs far. Baldur von Schirach blev djupt påverkad av Hitler och blev redan vid knappt 18 års ålder medlem av Nationalsocialistiska tyska arbetarepartiet (NSDAP). Ungefär ett år senare mötte han återigen Hitler, som gav honom rådet att flytta till München. 

### Riksungdomsledare
Hitler utnämnde von Schirach tre år senare till ledare för den nazistiska studentorganisationen med uppgift att propagera för partiet. Eftersom Hitler med gillande såg på von Schirachs arbete, befordrades han 1931 till riksungdomsledare och två år senare tog han över ledningen av Hitlerjugend. Under sin tid som ledare för Hitlerjugend skrev han ett antal bordsböner, vilka medlemmarna i Hitlerjugend skulle läsa före varje måltid.
von Schirach åtnjöt Hitlers gunst och han gifte sig 1932 med Henriette Hoffmann, dotter till Hitlers personlige fotograf Heinrich Hoffmann. Tillsammans med honom gav von Schirach ut ett antal bildband, bland annat Hitler som ingen känner honom.

### Gauleiter
År 1940 anslöt sig von Schirach till den tyska armén och gjorde sig förtjänt av Järnkorset i Frankrike. Senare samma år utnämndes han till riksståthållare och Gauleiter i Wien och som sådan var han under de närmaste åren ansvarig för deportationen av 65 000 judar från Österrike till Generalguvernementet. I ett tal 1942 hävdade von Shirach att han genom fördrivningen av judarna österut bidrog till den europeiska kulturen. Under kriget försämrades hans relationer med Hitler, dels på grund av att andra i Hitlers närvaro som Martin Bormann baktalade honom och dels för att von Schirachs styre av Wien ansågs vara alldeles för milt och inte tillräckligt partitroget. Efter att hans fru hade stämt möte med Hitler på Berghof i november 1943 där hon undrade varför judarna i Amsterdam deporterades, vilket hon personligen hade bevittnat på plats, blev Hitler ursinnig och paret von Schirach var därefter portförbjudna på Berghof och inom högre partikretsar. Han behöll dock sitt uppdrag som Gauleiter tills Wien nåddes av Röda armén i maj 1945.

### Nürnbergprocessen
Vid krigsslutet hamnade von Schirach i krigsfångenskap hos de allierade och han ställdes inför rätta inför den internationella militärtribunalen i Nürnberg 1945–1946. Rätten dömde honom till 20 års fängelse för brott mot mänskligheten, i synnerhet beträffande deportationerna av judar. Han avtjänade sitt straff i Spandaufängelset i Berlin. Under sin fängelsetid, 1950, skilde sig von Schirach från sin hustru. Efter frisläppandet tillsammans med Albert Speer 1966 bodde han på ett pensionat i staden Kröv an der Mosel där han dog i sömnen 1974. 
von Schirach utgav 1967 sin memoarer Ich glaubte an Hitler (svenska "Jag trodde på Hitler").

## Utmärkelser (urval)
- Anschlussmedaljen
- Sudetenlandmedaljen
- NSDAP:s partitecken i guld
- NSDAP:s tjänsteutmärkelse
- Järnkorset av andra klassen
- Infanteristridsmärket i brons
- Hitlerjugends hedersutmärkelse med eklöv, briljanter och rubiner: 9 maj 1942[10][a]
- Krigsförtjänstkorset av andra klassen
- Krigsförtjänstkorset av första klassen